# Barbara (Trofimowa)
Barbara, imię świeckie Walentina Trofimowa (ur. 17 sierpnia 1930 w Czudowie, zm. 8 lutego 2011 w Piuchtickim Monasterze Zaśnięcia Matki Bożej) – rosyjska mniszka prawosławna, wieloletnia przełożona jedynego monasteru Estońskiego Kościoła Prawosławnego: Monasteru Piuchtickiego.

## Życiorys
Urodziła się w Czudowie w obwodzie nowogrodzkim. W czasie II wojny światowej jej rodzina przeniosła się do obwodu leningradzkiego, gdzie Walentina Trofimowa ukończyła szkołę średnią i kursy przygotowujące do wykonywania zawodu księgowej, po czym podjęła pracę w tym charakterze. Czynnie uczestniczyła również w życiu miejscowej parafii prawosławnej Kazańskiej Ikony Matki Bożej. W 1952 zgłosiła się jako posłusznica do Piuchtickiego Monasteru Zaśnięcia Matki Bożej. Po trzech latach została przeniesiona do monasteru św. Marii Magdaleny w Wilnie. Jej duchową opiekunką stała się jego przełożona, ihumenia Nina (Bataszowa). 5 marca 1958 posłusznica Walentina złożyła w klasztorze w Wilnie wieczyste śluby zakonne, otrzymując imię Barbara. W monasterze była odpowiedzialna za prowadzenie korespondencji, ponadto brała czynny udział w odbudowie klasztoru ze zniszczeń wojennych. W 1965 z okazji stulecia monasteru przygotowała opracowanie nt. jego dotychczasowej historii oraz jego kolejnych przełożonych.
W 1968 na polecenie patriarchy moskiewskiego i całej Rusi Aleksego I opuściła Wilno, by wrócić do Piuchtickiego Monasteru Zaśnięcia Matki Bożej jako jego nowa przełożona. 18 stycznia 1968 otrzymała godność ihumenii. W czasie kierowania klasztorem przeprowadziła jego gruntowny remont. Była uczestniczką Soborów Lokalnych Rosyjskiego Kościoła Prawosławnego w 1971 i w 1990 oraz konferencji ekumenicznych, jakie odbywały się w Monasterze Piuchtickim.

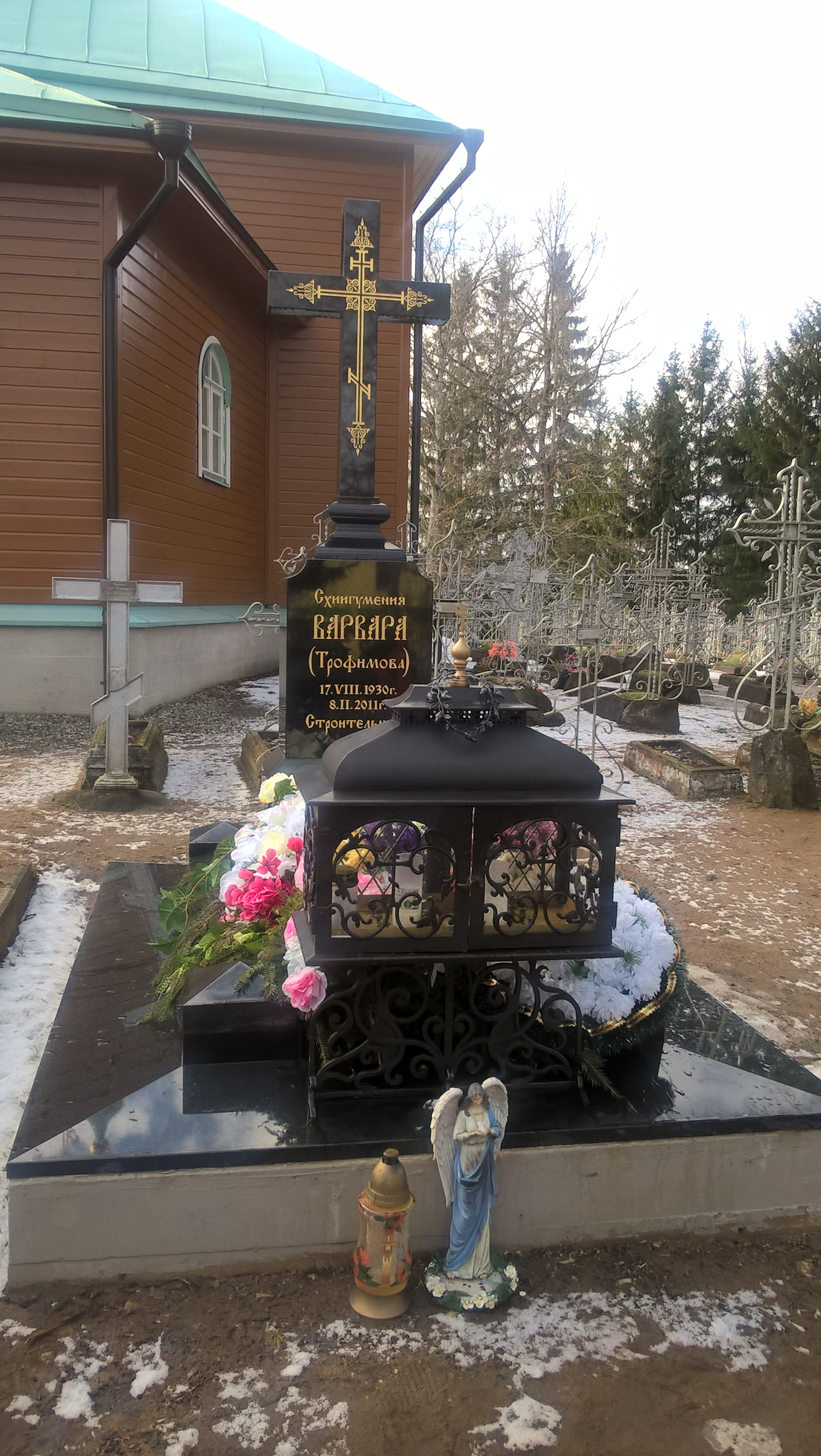
Grób ihumeni Barbary

26 listopada 2010 złożyła śluby mnisze wielkiej schimy, zachowując dotychczasowe imię. Jedynym prawosławnym klasztorem w Estońskim Kościele Prawosławnym kierowała do swojej śmierci w 2011. Kondolencje w związku z jej śmiercią złożył monasterowi prezydent Estonii Toomas Hendrik Ilves.
11 lutego 2011 została pochowana na cmentarzu Monasteru Piuchtickiego.
Odznaczona orderem św. Włodzimierza III stopnia (1976), św. Sergiusza z Radoneża III stopnia (1980), św. Olgi II i I stopnia (1991 i 2000) oraz św. Innocentego z Moskwy (2006).